# Lithacodia mesomela
Lithacodia mesomela là một loài bướm đêm trong họ Noctuidae.